# Mindy Cohn
Mindy Alisson Jullians Cohn (Los Angeles, 20 de Maio de 1966) é uma atriz e dubladora americana bastante conhecida pelas suas atuações em The Facts of Life como Natasha. A partir de 2003, Mindy passou a ser reconhecida por dublar Velma Dinkley na série animada What's New, Scooby-Doo?.

## Infância
Mindy nasceu em Los Angeles e foi criada como judia.

## Carreira
Cohn foi descoberto pela atriz Charlotte Rae quando Rae e os produtores de The Facts of Life visitaram a Westlake School em Holmby Hills, Califórnia, enquanto faziam pesquisas para o programa. Cohn foi escalado como Natalie Green e interpretou o personagem nos nove anos da série (1979–1988), bem como no filme de reunião (2001). Em 2013, ela comentou sobre o lobby de Charlotte Rae em seu nome: "O Sr. Reynolds me chama em seu escritório. Parecia que Charlotte Rae havia se apaixonado perdidamente por mim, em parte porque eu a lembrava de sua melhor amiga de infância Natalie - e Eu era irreprimível, charmoso e hilário. Então ela pediu aos produtores que criassem um papel para mim no show. Honestamente, a coisa toda parecia tão fantástica que eu não sabia o que pensar". Após o show, ela continuou amiga de Rae. Dois meses antes do aniversário de 90 anos de seu mentor de atuação em 2016, quando Cohn não estava disponível para comparecer à entrevista de reunião do The Facts of Life, ela enviou a Rae uma mensagem em vídeo elogiando seu amigo de décadas por ensiná-la a arte de atuar. Cohn disse que uma das razões pelas quais ela fez The Facts of Life Reunion em 2001 foi que as atrizes da longa série dos anos 1980 foram injustamente negadas uma parte da distribuição e dos lucros do DVD da série. "Todos nós nunca fomos pagos e ainda não somos pagos por DVDs e reprises ... sentimos que devíamos. "Cohn continuou sua carreira de atriz fora de The Facts of Life. Em 1984, ela teve um papel principal como filha ao lado de Stockard Channing na produção de vídeo da RKO de "Table Settings". Em 1986, ela apareceu em O menino que podia voar como a vizinha Genebra. Ela também teve participações especiais em outros programas de TV populares, incluindo Charles in Charge (interpretando a irmã de Buddy, Bunny, uma jovem alcoólatra, no episódio "Bottle Baby" de 1988), e duas participações especiais na segunda temporada do drama policial 21 Jump Street (interpretando Rosa no episódio de 1987 "Christmas In Saigon" e no episódio de 1988 "Chapel of Love"). Em 2004, Cohn apareceu na comédia da WB The Help. Em 2010, Cohn interpretou o papel de Violet, a personagem principal do filme de Casper Andreas, Violet Tendencies, e apareceu na estréia da 8ª temporada de TLC's What Not to Wear em 29 de outubro de 2010. Ela apareceu em um episódio de Hot in Cleveland em julho 13, 2011, em The Secret Life of the American Teenager em 26 de março de 2012, em Judson Theatre Company's Bell, Book and Candle em 2013, e em The Middle em 21 de maio de 2014. Cohn reprisou seu papel de Velma Dinkley em Lego Dimensions.

## Vida pessoal
Mindy Cohn é uma sobrevivente do câncer da mama, tendo sido diagnosticada com ele em 2012 e declarada livre do câncer em 2017. Cohn é uma forte apoiadora da comunidade LGBT e afirmou que tem orgulho de ser uma "maria purpurina". Ela é formada em antropologia cultural pela Loyola Marymount University e é membro fundadora do centro de apoio ao câncer weSpark.

## Filmografia

### Atriz
| Ano     | Título                                          | Personagem              | Notas                                              |
| ------- | ----------------------------------------------- | ----------------------- | -------------------------------------------------- |
| 1979–88 | The Facts of Life                               | Natalie Green, Frenchie | Elenco principal (201 episódios)                   |
| 1980–81 | Diff'rent Strokes                               | Natalie Green           | Episódios: "The Slumber Party", "The Older Man"    |
| 1982    | The Facts of Life Goes to Paris                 | Natalie Green           | TV show                                            |
| 1984    | Rosie                                           | Cheryl Japan            | Episódio: "The Interview Show"                     |
| 1985    | Double Trouble                                  | Janie Blakemore         | Episódio: "Funny Girl"                             |
| 1986    | The Boy Who Could Fly                           | Geneva Goodman          | Filme                                              |
| 1987    | The Facts of Life Down Under                    | Natalie Green           | Filme                                              |
| 1987–88 | 21 Jump Street                                  | Rosa Banducci           | Episódios: "Christmas in Saigon", "Chapel of Love" |
| 1988    | Charles in Charge                               | Bunny Lembeck           | Episódio: "Bottle Baby"                            |
| 1991    | Dream On                                        | Marie                   | Episódio: "Toby or Not Toby"                       |
| 1993–94 | The Second Half                                 | Maureen Tucker          | Elenco Principal (13 episodes)                     |
| 1999    | Suddenly Susan                                  | Cindy                   | Episódio: "Revenge of the Gophers"                 |
| 1999    | The Chimp Channel                               | Candy Yuponce (voz)     | Elenco Principal (13 episódios)                    |
| 2001    | Alone with a Stranger                           | Toni                    | Filme                                              |
| 2001    | Virtually Casey                                 | Joanne Collins          | Filme                                              |
| 2001    | The Facts of Life Reunion                       | Natalie Green           | Filme                                              |
| 2002    | Under the Gun                                   | Gale                    | Filme                                              |
| 2003    | One on One                                      | Sra. Sorel              | Episódio: "Daddy, I Don't Need an Edumacation"     |
| 2003    | Swing                                           | Martha                  | Filme                                              |
| 2004    | The Help                                        | Maggie, the Cook        | Elenco principal (7 episódios)                     |
| 2005    | The Adventures of Tango McNorton: Licensed Hero | Lunch Lady              | Filme                                              |
| 2005    | The Third Wish                                  | Bridgette               | Filme                                              |
| 2007    | Sex and Death 101                               | Trixie                  | Filme                                              |
| 2010    | Violet Tendencies                               | Violet                  | Filme                                              |
| 2011    | Hot in Cleveland                                | Cassie                  | Episódio: "Love Thy Neighbor"                      |
| 2012    | The Secret Life of the American Teenager        | Dylan's Mom             | Seriado de televisão (8 episódios)                 |
| 2013    | Holiday Road Trip                               | Artie                   | Filme                                              |
| 2014    | The Middle                                      | Kimberly                | Episódio: "The Wonderful World of Hecks"           |
| 2014    | Operation Marriage                              | Kathy                   | Filme                                              |
| 2014    | Bones                                           | Valentina               | Episódio: "The Puzzler in the Pit"                 |
| 2014    | FreakMe                                         | April                   | TV pilot episódio                                  |
| 2015    | You're Killing Me                               | Karen                   | Filme                                              |
| 2016    | Worst Cooks in America                          | Ela mesma               | Season 9: Celebrity Edition 2 (8 episódios)        |
| 2016    | A Cinderella Christmas                          | Zelda                   | Filme                                              |
| 2017    | Hollywood Dirt                                  | Thelma                  | Filme                                              |
| 2018    | Fly                                             | Camille Fields          | Seriado de televisão (8 episódios)                 |
| 2018    | Long Island Medium                              | Ela mesma               | Reality show                                       |
| 2019    | You Light Up My Christmas                       | Rose                    | Filme                                              |
| 2020    | A Nice Girl Like You                            | Pricilla Blum           | Filme                                              |
| 2021    | Live in Front of a Studio Audience              | Ela mesma               | Episódio: "The Facts of Life e Diff'rent Strokes"  |
| TBA     | Palm Royale                                     | Ann                     | Minissérie                                         |

### Atriz de voz
| Ano       | Título                                      | Dublagem                              | Notas                                                                |
| --------- | ------------------------------------------- | ------------------------------------- | -------------------------------------------------------------------- |
| 1999–2001 | The Kids from Room 402                      | Nancy Francis                         | Seriado de televisão (34 episódios)                                  |
| 2002–2006 | What's New, Scooby-Doo?                     | Velma Dinkley                         | Seriado de televisão (41 episódios) [carece de fontes?]              |
| 2003      | Dexter's Laboratory                         | Bibliotecário                         | Episódio: "Voice Over/Blonde Leading the Blonde/Comic Stripper"      |
| 2003      | Kim Possible                                | Sra. Whisp                            | Episódio: "Naked Genius"                                             |
| 2004      | Scooby-Doo! and the Loch Ness Monster       | Velma Dinkley                         | Direct-to-video                                                      |
| 2005      | Aloha, Scooby-Doo!                          | Velma Dinkley                         | Direct-to-video                                                      |
| 2005      | Scooby-Doo! in Where's My Mummy?            | Velma Dinkley                         | Direct-to-video                                                      |
| 2006      | Scooby-Doo! Pirates Ahoy!                   | Velma Dinkley                         | Direct-to-video                                                      |
| 2006      | Family Guy                                  | Natalie Green                         | Episódio: "Prick Up Your Ears"                                       |
| 2006      | Shaggy & Scooby-Doo Get a Clue!             | Velma Dinkley                         | Episódios: "Shags to Riches" and "Almost Ghosts" [carece de fontes?] |
| 2007      | Chill Out, Scooby-Doo!                      | Velma Dinkley                         | Direct-to-video                                                      |
| 2008      | Scooby-Doo! and the Goblin King             | Velma Dinkley                         | Direct-to-video                                                      |
| 2009      | Scooby-Doo! and the Samurai Sword           | Velma Dinkley                         | Direct-to-video                                                      |
| 2010      | Scooby-Doo! Abracadabra-Doo                 | Velma Dinkley                         | Direct-to-video                                                      |
| 2010–13   | Scooby-Doo! Mystery Incorporated            | Velma Dinkley                         | Seriado de televisão (52 episódios)                                  |
| 2010      | Scooby-Doo! Camp Scare                      | Velma Dinkley                         | Direct-to-video                                                      |
| 2011      | Batman: The Brave and the Bold              | Velma Dinkley / Vendedora de tíquetes | Episódio: "Bat-Mite Presents: Batman's Strangest Cases!"             |
| 2011      | Scooby-Doo! Legend of the Phantosaur        | Velma Dinkley                         | Direct-to-video                                                      |
| 2012      | Scooby-Doo! Music of the Vampire            | Velma Dinkley                         | Direct-to-video                                                      |
| 2012      | Scooby-Doo! Spooky Games                    | Velma Dinkley                         | Direct-to-video                                                      |
| 2012      | Big Top Scooby-Doo!                         | Velma Dinkley                         | Direct-to-video                                                      |
| 2012      | Scooby-Doo! Haunted Holidays                | Velma Dinkley                         | Direct-to-video                                                      |
| 2013      | Scooby-Doo! Mask of the Blue Falcon         | Velma Dinkley                         | Direct-to-video                                                      |
| 2013      | Scooby-Doo! Stage Fright                    | Velma Dinkley                         | Direct-to-video                                                      |
| 2013      | Scooby-Doo! and the Spooky Scarecrow        | Velma Dinkley                         | Direct-to-video                                                      |
| 2013      | Scooby-Doo! Mecha Mutt Menace               | Velma Dinkley                         | Direct-to-video                                                      |
| 2014      | Scooby-Doo! WrestleMania Mystery            | Velma Dinkley                         | Direct-to-video                                                      |
| 2014      | Scooby-Doo! Ghastly Goals                   | Velma Dinkley                         | Direct-to-video                                                      |
| 2014      | Scooby-Doo! Frankencreepy                   | Velma Dinkley                         | Direct-to-video                                                      |
| 2015      | Scooby-Doo! Moon Monster Madness            | Velma Dinkley                         | Direct-to-video                                                      |
| 2015      | Scooby-Doo! and the Beach Beastie           | Velma Dinkley                         | Direct-to-video                                                      |
| 2015      | Scooby-Doo! and Kiss: Rock and Roll Mystery | Velma Dinkley                         | Direct-to-video                                                      |
| 2022–23   | Around the Sun                              | Tia Nora / Molly                      | Audio drama (3 episódios)                                            |

### Video games
| Year | Title                                                   | Role          | Notes    |
| ---- | ------------------------------------------------------- | ------------- | -------- |
| 2002 | Scooby-Doo! The Glowing Bug Man                         | Velma Dinkley | Dublagem |
| 2003 | Scooby-Doo! The Scary Stone Dragon                      | Velma Dinkley | Dublagem |
| 2003 | Scooby-Doo! Mystery Mayhem                              | Velma Dinkley | Dublagem |
| 2005 | Scooby-Doo! Unmasked                                    | Velma Dinkley | Dublagem |
| 2006 | Scooby-Doo! Who's Watching Who?                         | Velma Dinkley | Dublagem |
| 2006 | Scooby-Doo! Frights Camera Mystery                      | Velma Dinkley | Dublagem |
| 2009 | Scooby-Doo! First Frights                               | Velma Dinkley | Dublagem |
| 2010 | Scooby-Doo! and the Spooky Swamp                        | Velma Dinkley | Dublagem |
| 2014 | Scooby-Doo and Looney Tunes Cartoon Universe: Adventure | Velma Dinkley | Dublagem |
| 2015 | Lego Dimensions                                         | Velma Dinkley | Dublagem |